# La Gueule de l'autre
Pour plus de détails, voir Fiche technique et Distribution.
La Gueule de l'autre est un film français réalisé par  Pierre Tchernia, sorti en 1979.

## Synopsis
L'action se déroule en 1978 à Paris. En pleine campagne électorale, le politicien Martial Perrin (Michel Serrault), président du parti des Conservateurs Indépendants Progressistes (CIP), apprend, en écoutant la radio dans sa salle de bain, l'évasion de Richard Krauss, un ancien mercenaire qui avait promis publiquement de se venger de ceux qui l'avaient abandonné et laissé condamner, plus de dix ans auparavant, lors d'une affaire louche déroulée à Djibouti, alors territoire français et devenu indépendant en 1977. Martial Perrin était impliqué dans cette affaire. 
Aussitôt après l'évasion de Krauss, les premiers assassinats commencent à frapper les personnalités impliquées dans cette affaire de Djibouti.  
Autoritaire et méprisant envers ses compagnons politiques, dont pas un ne lui arrive à la cheville, Perrin adopte soudainement le comportement d'un homme traqué, n'approchant plus des fenêtres de son appartement, quittant son domicile par la porte de service, ne voulant même plus monter à la tribune pour ses discours. Son attitude étrange provoque la consternation de ses compagnons, et surtout de Garrivier (personnage joué par Marco Perrin), son rival pour les primaires du parti qui veut lui disputer sa place à la tête du CIP. 
Prétextant une maladie pour ne plus avoir à sortir de chez lui et risquer de se faire abattre par Krauss, Perrin conseille à Jean-Louis Constant (Jean Poiret), son fidèle conseiller, de le faire remplacer secrètement par son cousin et sosie, Gilbert Brossard (joué lui aussi par Michel Serrault), un comédien raté. Il espère que le tueur sera rapidement retrouvé par la police et mis hors de nuire, afin que lui puisse reprendre sa place. Constant va chercher Brossard à son domicile de Pantin, qui sert d'école de danse à sa femme. Brossard accepte la proposition de Constant, y voyant un moyen de gagner un peu d'argent et d'exercer son « art » de comédien au point de berner non seulement la population mais même la police, les compagnons politiques de Martial Perrin… et jusqu'à la propre épouse de celui-ci dans son lit. 
Un grand face-à-face télévisé avec le secrétaire général de l'« Union des Centres » (Roger Carel), parti politique rival, est prévu quelques jours après. Brossard va devoir se surpasser pour faire croire à tout le monde qu'il est Martial Perrin, lequel, pensant (à la suite d'une information entendue à la radio) que Krauss a été arrêté, s'est rendu au studio de télévision pour reprendre sa place dans le débat. Arrivé au studio, Perrin retrouve Constant, soulagé d'éviter de confier le débat à Brossard. Mais un problème survient : Perrin a dû s'enfuir de chez lui en pyjama, et sous son imperméable, il est toujours en pyjama. Constant décide alors d'aller chercher le costume porté par Brossard. Pendant ce temps, Perrin entend une rectification à la radio : Krauss n'a finalement pas été arrêté. 
Le débat rocambolesque a lieu avec Brossard qui affronte l'adversaire de Perrin, lorsque Krauss, armé d'une carabine, surgit dans le public créant l'affolement dans le studio. Krauss va-t-il réussir à abattre le faux Perrin, sachant que le vrai Perrin se trouve aussi à proximité ?

## Fiche technique
- Titre : La Gueule de l'autre
- Réalisation : Pierre Tchernia
- Scénario : Jean Poiret
- Directeur de la photographie : René Mathelin
- Décors : Willy Holt
- Costumes : Corinne Jorry
- Assistants réalisateurs : Tony Aboyantz, Emmanuel Fonlladosa
- Directeur de production : Georges Valon
- Musique : Claude Bolling
- Producteur : Jean Poiret
- Sociétés de production : 
  - Antenne 2
  - Les Films Gibé (Paris)
  - Sara Films
- Société de distribution : AMLF
- Studios : Paris-Studios-Cinéma (Studios de Billancourt)
- Pays de production :  France
- Genre : Comédie
- Durée : 100 minutes
- Date de sortie
  - France : 12 décembre 1979

## Distribution
- Michel Serrault : Martial Perrin, Président des Conservateurs Indépendants Progressistes / Gilbert Brossard, comédien raté
- Andréa Parisy : Marie-Hélène Perrin, l'épouse de Martial Perrin
- Jean Poiret : Jean-Louis Constant, le conseiller de Martial Perrin
- Bernadette Lafont : Gisèle Brossard, l'épouse de Gilbert Brossard
- Curd Jürgens : Wilfrid, ancien terroriste à Djibouti
- Roger Carel : Roland Favereau, Secrétaire Général de l'Union des Centres
- Georges Géret : le commissaire Javert… petit-fils du commissaire Javert
- Catherine Lachens : Florence, amoureuse de Martial Perrin, pas discrète du tout lors du dîner
- Dominique Lavanant : la femme désabusée de la chambre d'hôtel, prise pour une prostituée
- Francis Lax : le commissaire au poste de police
- Jacques Legras : Hervé Bidart
- Clément Michu : Boireau
- Hans Meyer : Richard Krauss, le tueur
- Bernard Lavalette : Monsieur le Comte de Chalosse, voisin du dessous des Perrin
- Marco Perrin : Raoul Garrivier, le rival de Martial Perrin à la tête du parti
- Pierre Douglas : l'animateur de l'émission Face à face
- Paulette Dubost : Madame Chalebouis
- Dorothée : la speakerine à la télévision
- Lily Fayol : la mère de Gisèle Brossard, et belle-mère de Gilbert.
- Robert Destain : Marcel Berthomier
- Michel Fortin
- Germaine Delbat : madame Perrin mère
- Jerry Di Giacomo
- Robert Rollis : l'ingénieur du son peu doué au meeting du parti
- Maurice Travail : Jean-Luc Ferrari
- Michel Blanc : Taboureau, l'inspecteur adjoint du commissaire Javert
- Rose Thiéry : Thérèse
- Patrick Poivre d'Arvor : lui-même à la télévision lors du Journal
- Peter Semler
- Marcelle Ranson-Hervé : Madame la Ministre au repas
- Stéphane Paoli : lui-même, journaliste d'Europe 1, présentant les flash d'infos chaque heure à la radio
- Odile Mallet : madame de la Tournerie
- Jean-Marie Ory
- Claude Legros : le chef du service d'ordre
- François Lalande : Michel Bertheau
- Jacqueline Jehanneuf : Emma Sardieu
- Gérard Loussine : le technicien de casting de l'émission Les apôtres qui se déroule en même temps que l'émission Face à face
- Gabriel Cattand (non crédité)
- Albert Augier : l'inspecteur principal en tenue civile ramassant les prostituées à l'Hôtel Moderne (non crédité)
- Jean Le Mouël : l'acteur sans costume (non crédité)
- Colette Brosset: la débutante qui apprend le tango (pour mémoire Colette Brosset est non seulement actrice mais aussi chorégraphe) (non créditée)
- Jacques Deschamps : la voix du studio TV (non crédité)
- Pierre Tchernia : le commentateur au défilé / la voix du réalisateur TV / voix du narrateur (non crédité)

## Commentaires
- Le film est une critique sans détour des mœurs et travers des hommes politiques et, à ce titre, représente un exemple notable de la comédie satirique à la française[2].
- D'autres films fondent leur intrigue sur le remplacement d'un homme au pouvoir par un sosie :
  - Le Dictateur de Charlie Chaplin (1940) ;
  - Kagemusha, l'ombre du guerrier d'Akira Kurosawa (1980) ;
  - Attends-moi au ciel d'Antonio Mercero (1987) ;
  - Président d'un jour d'Ivan Reitman (1993) ;
  - La Mort de Staline d'Armando Iannucci (2017) ;
  - Second Tour d'Albert Dupontel (2023).